# Atlanta quoyii
Atlanta quoyii är en snäckart som beskrevs av Gray 1850. Atlanta quoyii ingår i släktet Atlanta och familjen Atlantidae. Inga underarter finns listade i Catalogue of Life.